# 宝福山エレベーター

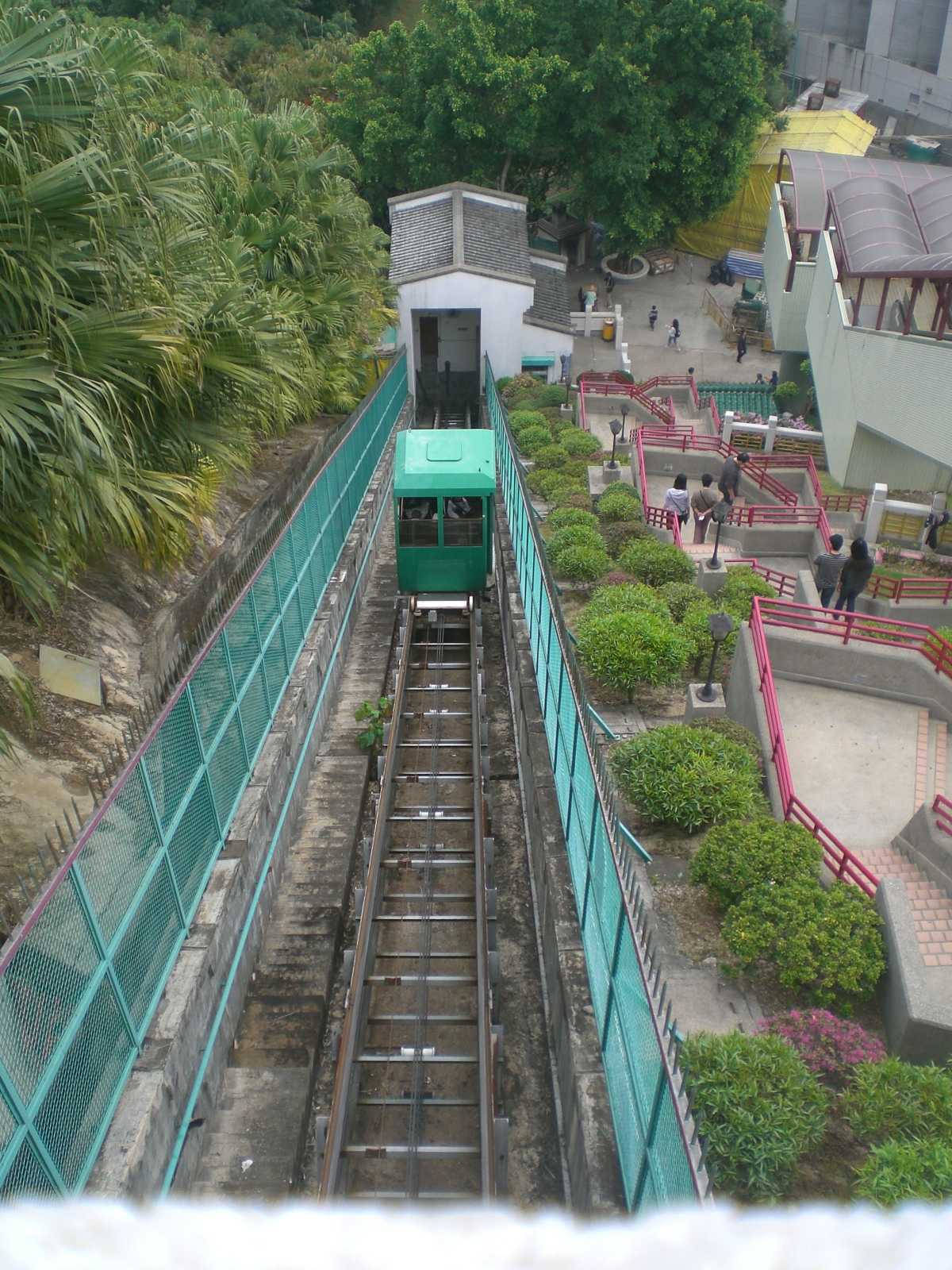
宝福山エレベーター

宝福山エレベーター（ポフクサンエレベーター、中: 寶福山升降機、英: Po Fook Hill Elevator）は、香港の新界沙田区沙田にある、宝福山先祖館（宝福山）の内側に位置するフニクラー鉄道である。
当システムは、スイスのガングロフ社 (Gangloff AG) によって製造された、2つの駅と1両の車両を有しており、車両は定員10名（2つの木製ベンチに6座席と4立席）で、かつ無料である。
車両には、車内で乗客が操作する昇降ボタン、および運行上の問題が発生した場合に通信するためのインターホンが設置されている。